# Липовий Скиток
Липовий Ски́ток — село в Україні, у Фастівському районі Київської області. Входить до складу Калинівської селищної громади. Населення становить 266 осіб.

## Історична довідка
Село Липовий Скиток розташоване в 10-х км на північний захід від Василькова, поруч знаходяться села Кожухівка і Данилівка, що туляться у мальовничій долині невеликої річки Бобриця. Назване на честь монастиря (скита), що був тут у XVIII столітті. Зараз село дуже маленьке. Місцевість має досить цікаву історію.
Ось що пише путівник: Дванадцять маршрутів Київщиною. — К.: Грані-Т, 2008. Автори: Роман Маленков та Олег Година.:
«За народними переказами, на території сучасної Данилівки колись було стародавнє місто Данилово, а поряд стояв скит Михайлівського Золотоверхого монастиря. Саме цьому скиту та старим липам, що росли довкола, сучасне село Липовий Скиток завдячує своєю назвою. На початку XVIII ст. Захарій Корнилович, тоді ще ігумен Михайлівський, а пізніше — єпископ Переяславський, заснував Онуфріївський монастир. При ньому збудували дві церкви, одна з яких — Онуфріївська (колишня соборна) — збереглася до наших днів. Ще тут була трапезна церква Св. Захарія, яка не збереглася.»
У березні 2021 року від коронавірусу померли Володимир і Діана Родікові — батько і мати 11 дітей.

## Пам'ятки
У селі є Онуфріївська церква (1705—1706) — найстаріший дерев'яний храм Київщини з тих, що збереглися на своєму первісному місці.

## Галерея

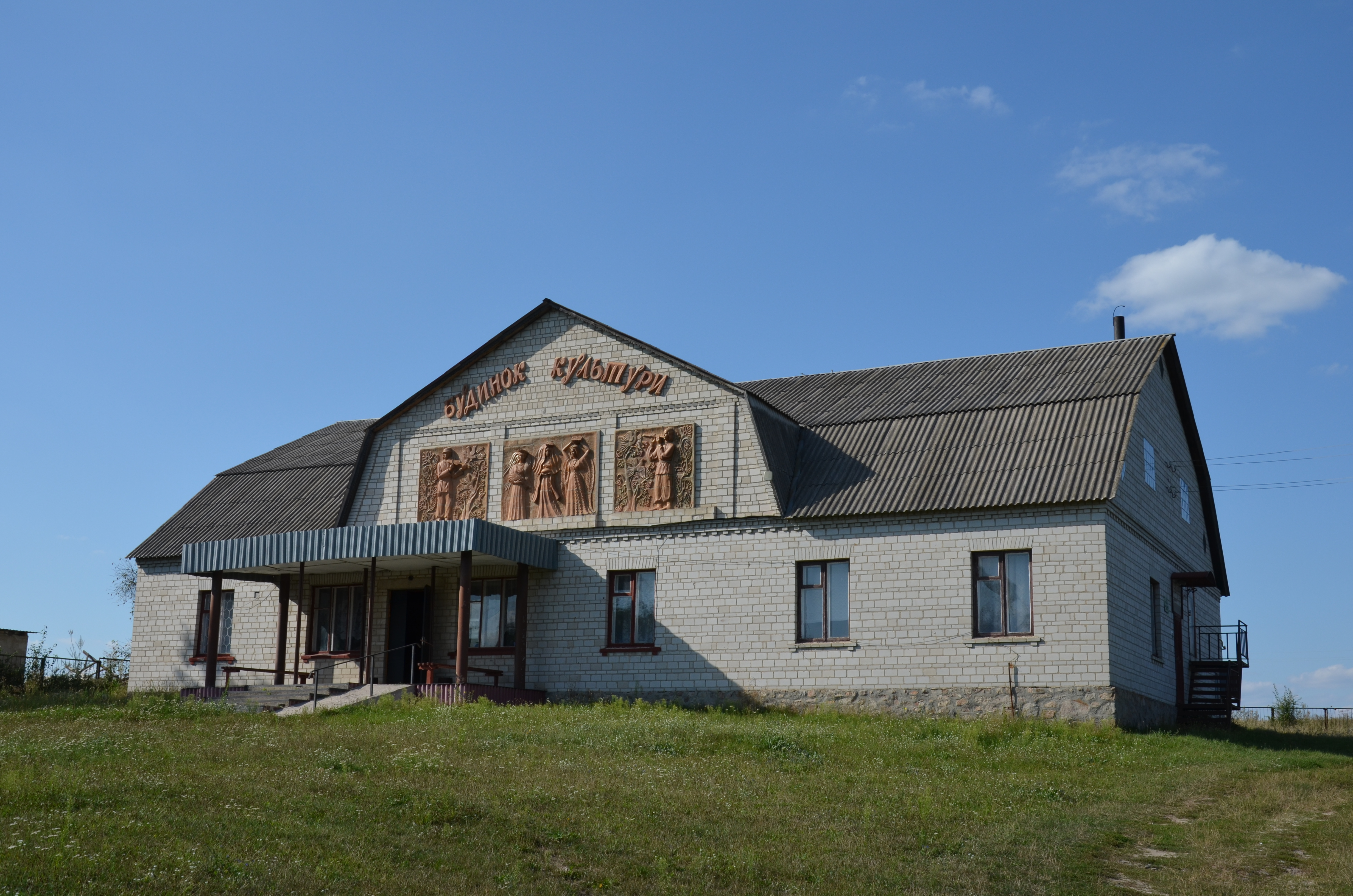
Будинок культури (Липовий Скиток)
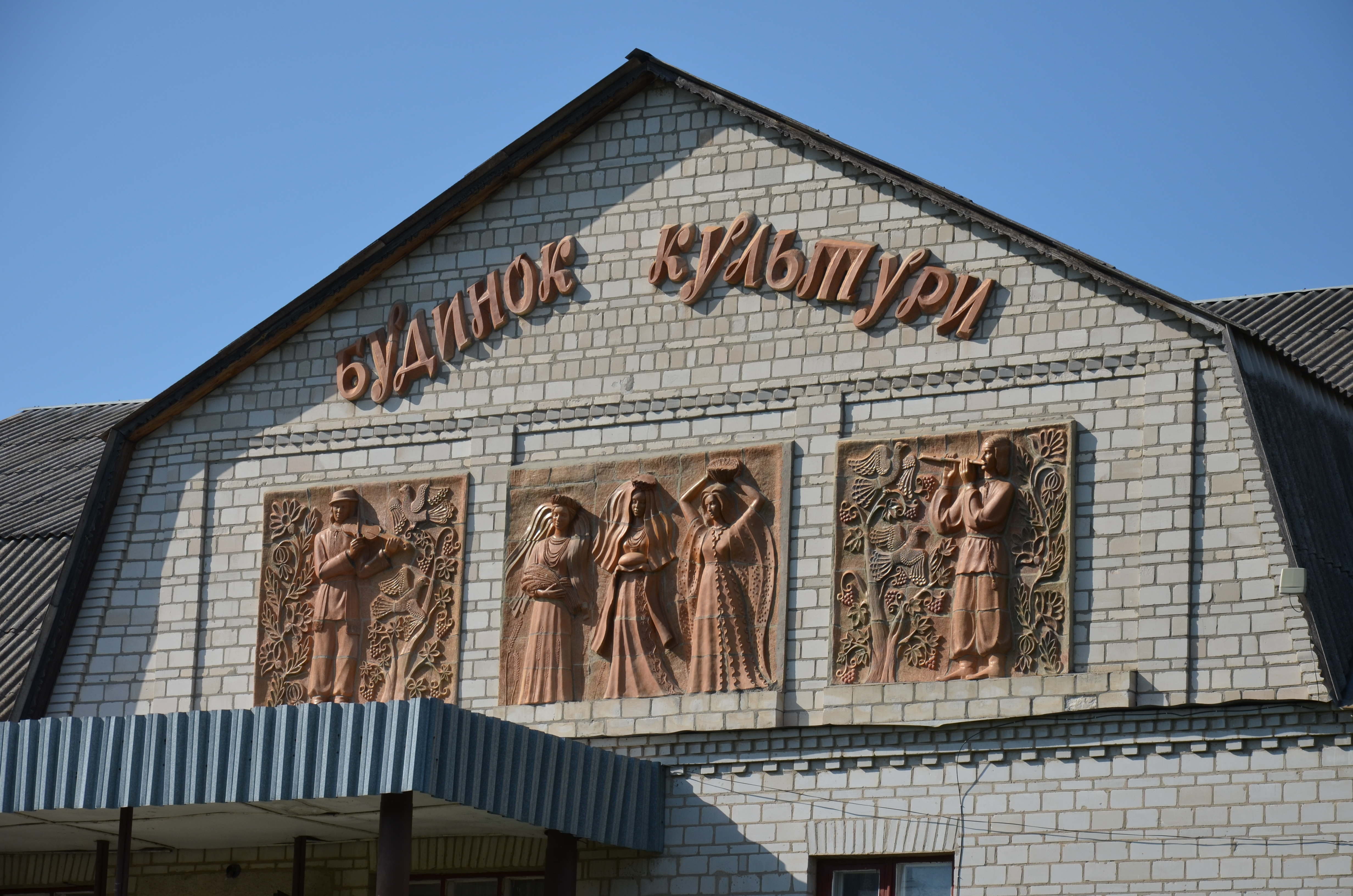
Будинок культури (Липовий Скиток)
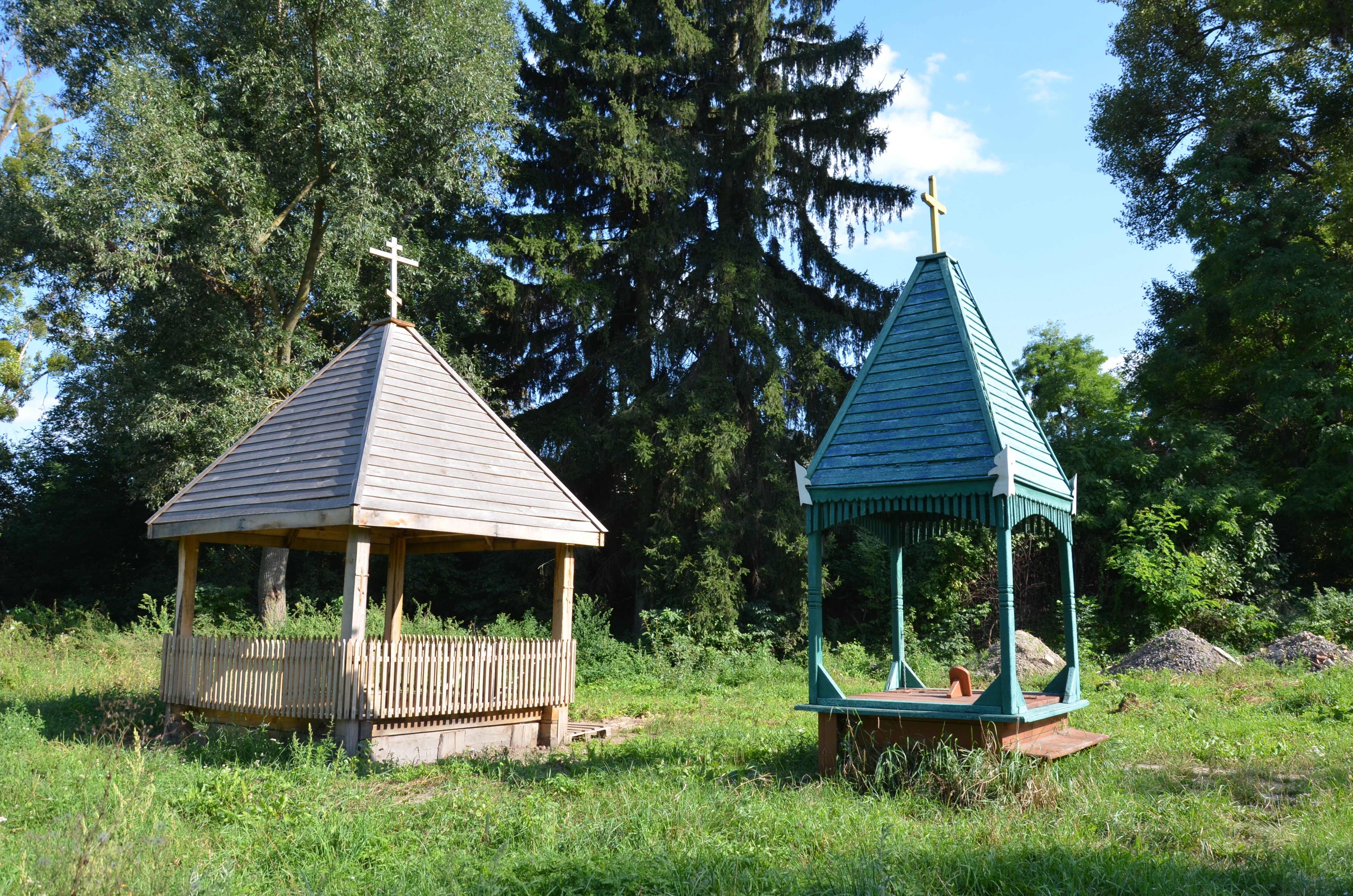
Криниця (Липовий Скиток)